# Stan Meissner
Stan Meissner (* 28. August 1956 in Toronto, Ontario) ist ein kanadischer Komponist, Sänger und Songwriter.

## Werdegang
Er hatte sowohl Hits in Kanada als auch international. Meissner ist seit den 1980er Jahren Komponist und Songwriter und hat Musik für internationale Acts, Künstler und Serien geschrieben und komponiert.
Als Aufnahmekünstler hat Meissner drei CDs veröffentlicht : Dangerous Games, Windows to Light und Undertow, während seine Songs als Autor von Celine Dion, Eddie Money, Ricochet, Farmer’s Daughter, Rita Coolidge, BJ Thomas, Alias, aufgenommen wurden. Triumph, Ben Orr (Die Autos), Eric Clapton, Darby Mills, Lee Aaron, Carl Dixon, Toronto und Lara Fabian. Darüber hinaus hat Meissner Musik für mehrere TV-Shows und Filme geschrieben, darunter Beverly Hills 90210 , Hang Time, Forever Knight , Tekwar , Sweating Bullets / Tropical Heat , Little Criminals (CBC), Phenom, Tales from the Crypt, A&E Biography, Amy Fisher: Meine Geschichte, Meine geheime Identität, Freitag der 13. Teil 7 & 8, Freitag der 13.: Die Serie, Ghoulies 3, Das Leben geht weiter und Leuchtende Zeitstation.
Meissner ist auch die kreative Kraft hinter dem Duo Metropolis mit Peter Fredette. Die Metropolis - Debüt-CD enthielt „The Darkest Side of the Night“, das als Titeltrack in Friday the 13th Part VIII: Jason Takes Manhattan zu hören war.
Meissner ist der ehemalige Präsident von SOCAN, nachdem er als Präsident und Vorsitzender des Vorstands (2012–2018) und zuvor als Schatzmeister (2003–2012) und Präsident der SOCAN Foundation (2006–2012) gedient hatte. Er ist auch Vorsitzender des Board of Directors der Canadian Songwriters Hall of Fame (seit 2012) [1] und war Präsident der Songwriters Association of Canada [2] (2000–2006). Er war sehr aktiv in der Songwriter-Community und arbeitete daran, ein positiveres Umfeld für Schöpfer in Kanada und auf der ganzen Welt zu fördern.
| Personendaten    | Personendaten                                |
| ---------------- | -------------------------------------------- |
| NAME             | Meissner, Stan                               |
| KURZBESCHREIBUNG | kanadischer Komponist, Sänger und Songwriter |
| GEBURTSDATUM     | 28. August 1956                              |
| GEBURTSORT       | Toronto, Ontario                             |